# Xuejin taoyuan
Xuejin taoyuan 学津讨原/學津討源 ist ein chinesisches congshu (Sammelwerk) aus der Zeit der Qing-Dynastie. Es wurde von Zhang Haipeng 张海鹏/張海鵬 (1755–1816) zusammengestellt. Das Collectaneum wurde in den Jahren 1802 bis 1804 gedruckt und in zwanzig Lieferungen von 1805 bis 1806 veröffentlicht. Es basiert auf dem Jindai mishu 津逮秘書 von Mao Jin 毛晉 (1599–1659). Es enthält 192 Werke, viele davon sind selten. Ein Reprint erfolgte 1922.